# Jardins de la Perfecta Lluentor
L'Antic Palau d'Estiu, conegut a la Xina com els Jardins de la Perfecta Lluentor (en xinès tradicional: 圓明園; en xinès simplificat: 圆明园; en pinyin: Yuánmíng Yuán) i originalment anomenats els Jardins Imperials, fou un complex de palaus i jardins situat a 8 quilòmetres al nord-oest dels murs de la Ciutat Imperial a Pequín, construït en el segle xviii i principis del XIX, on els emperadors de la dinastia Qing residien i manejaven els assumptes de govern (la Ciutat Prohibida s'usava per a cerimònies formals).
Conegut per la seua extensa col·lecció de jardins, arquitectura i altres obres d'art (un nom popular a la Xina va ser el "jardí de jardins", xinès tradicional: 萬園之園, xinès simplificat: 万园之园, pinyin: wàn yuán zhī yuán), els Jardins Imperials van ser destruïts pels exèrcits britànic i francès en 1860 durant la Segona Guerra de l'Opi. Avui dia, la destrucció dels Jardins de la Perfecta Lluentor és encara considerada com un símbol de l'agressió estrangera i la humiliació a la Xina.
L'Antic Palau d'Estiu és als afores de la porta oest de la Universitat Tsinghua, al nord de la Universitat de Pequín, i a l'est del Palau d'Estiu.

## Història
La construcció inicial va començar en 1707, durant el regnat de l'emperador Kangxi i va ser en una escala molt més menuda. Es pretenia que fóra un regal per al quart fill de l'emperador, més tard emperador Yongzheng. En 1725, sota l'emperador Yongzheng, els Jardins Imperials es van ampliar considerablement. Yongzheng va aportar el proveïment d'aigua dels jardins que va crear alguns dels llacs, rierols i estanys que complementen en gran manera els pujols i els motius. Yongzheng també va nomenar a 28 llocs d'interès en el jardí.
Durant el regnat de Qianlong, la segona expansió ja estava en marxa. Qianlong es va interessar i va dirigir personalment les obres d'expansió. Qianlong també va augmentar el nombre de llocs pintorescs en els jardins als 50.
A mitjan segle xix, els Jardins Imperials havien experimentat una expansió en una forma o altra per més de 150 anys.

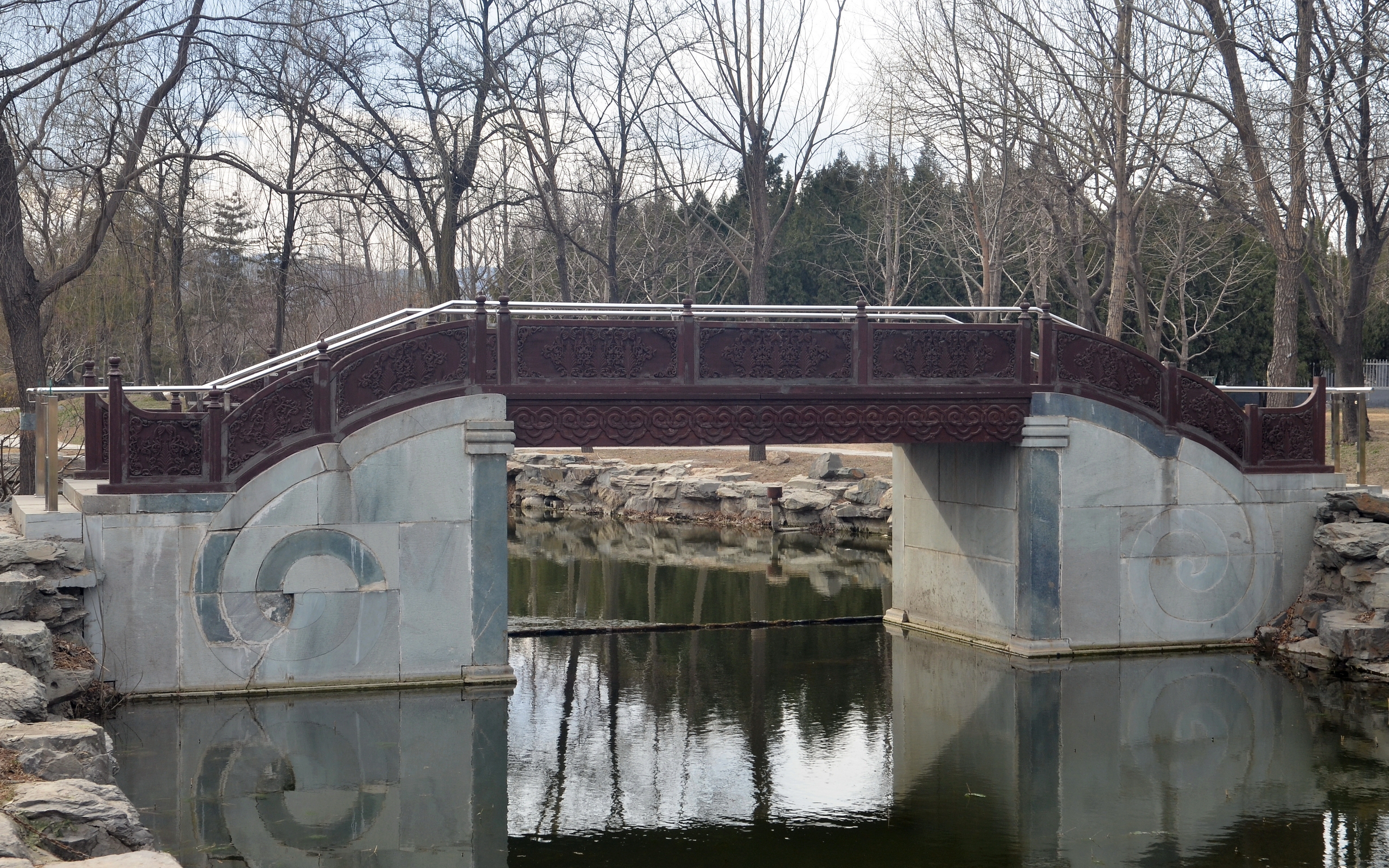
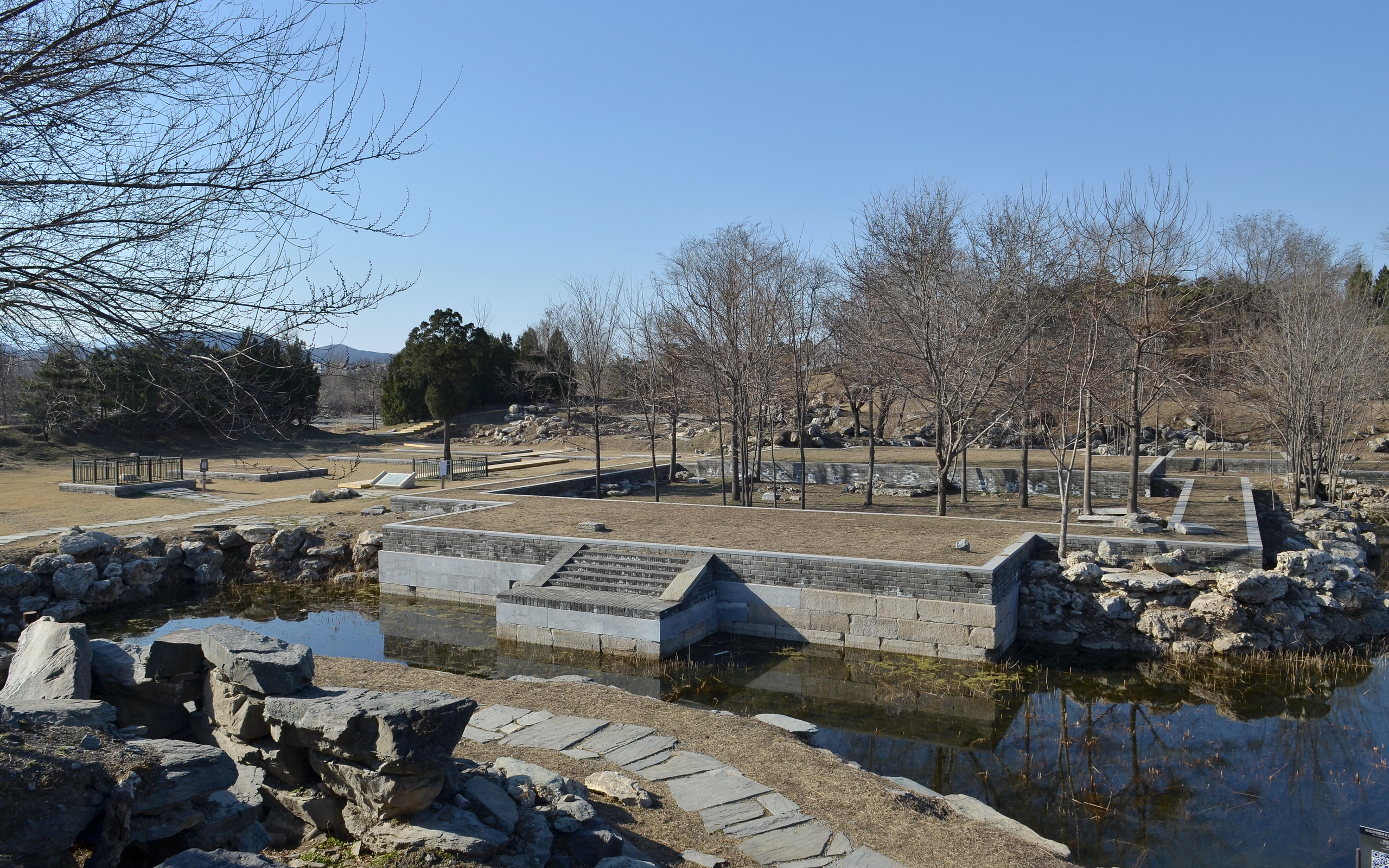
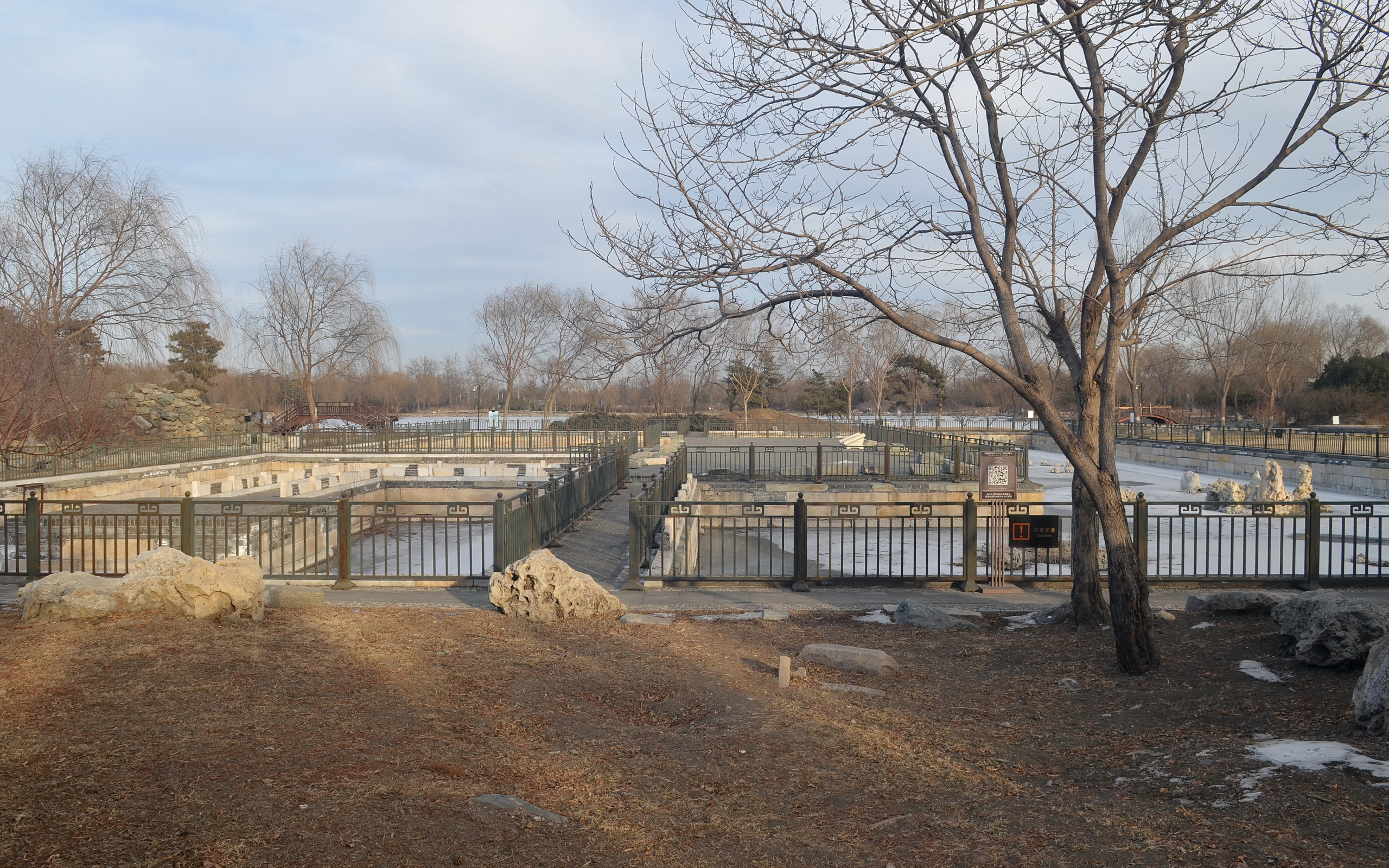
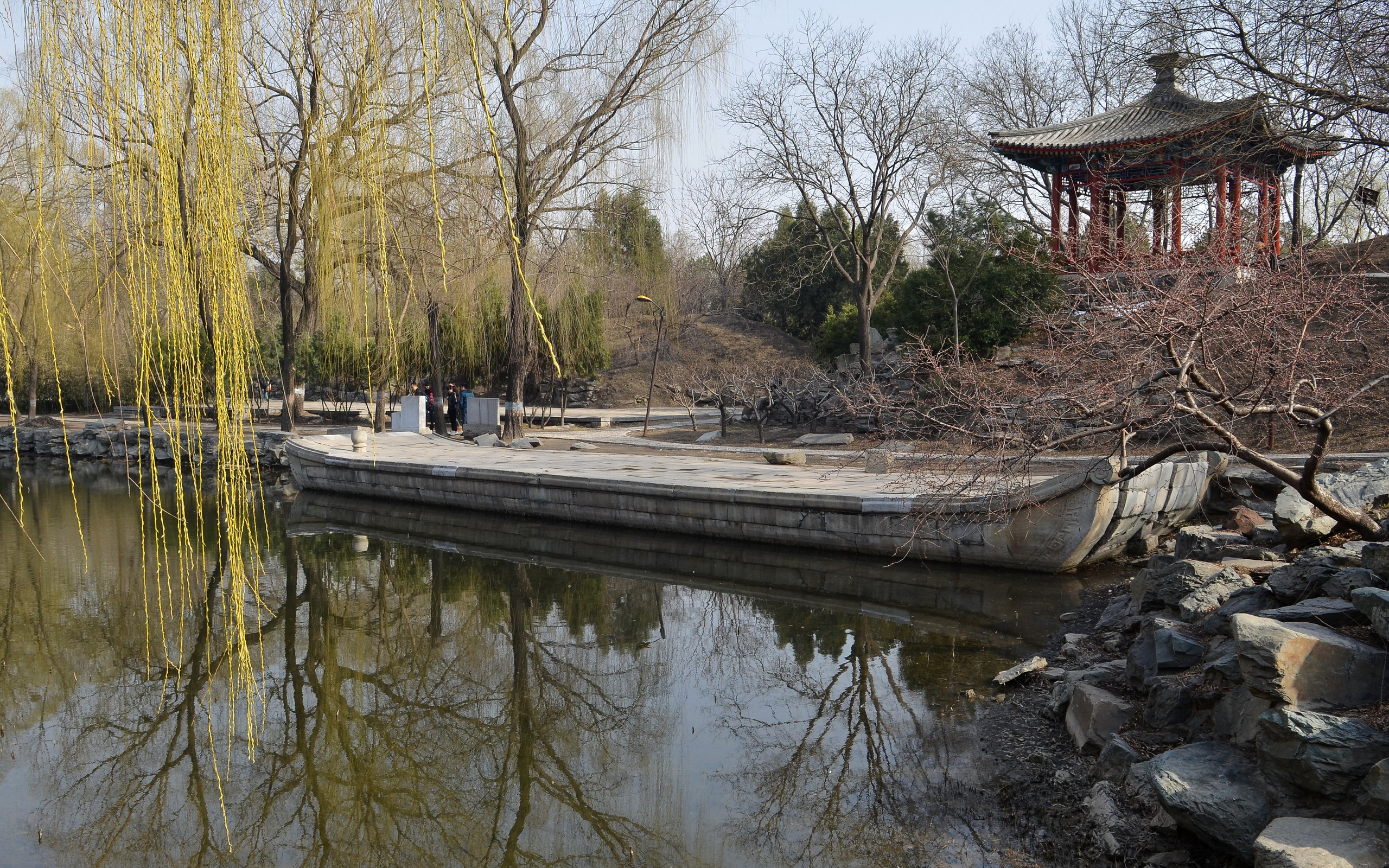
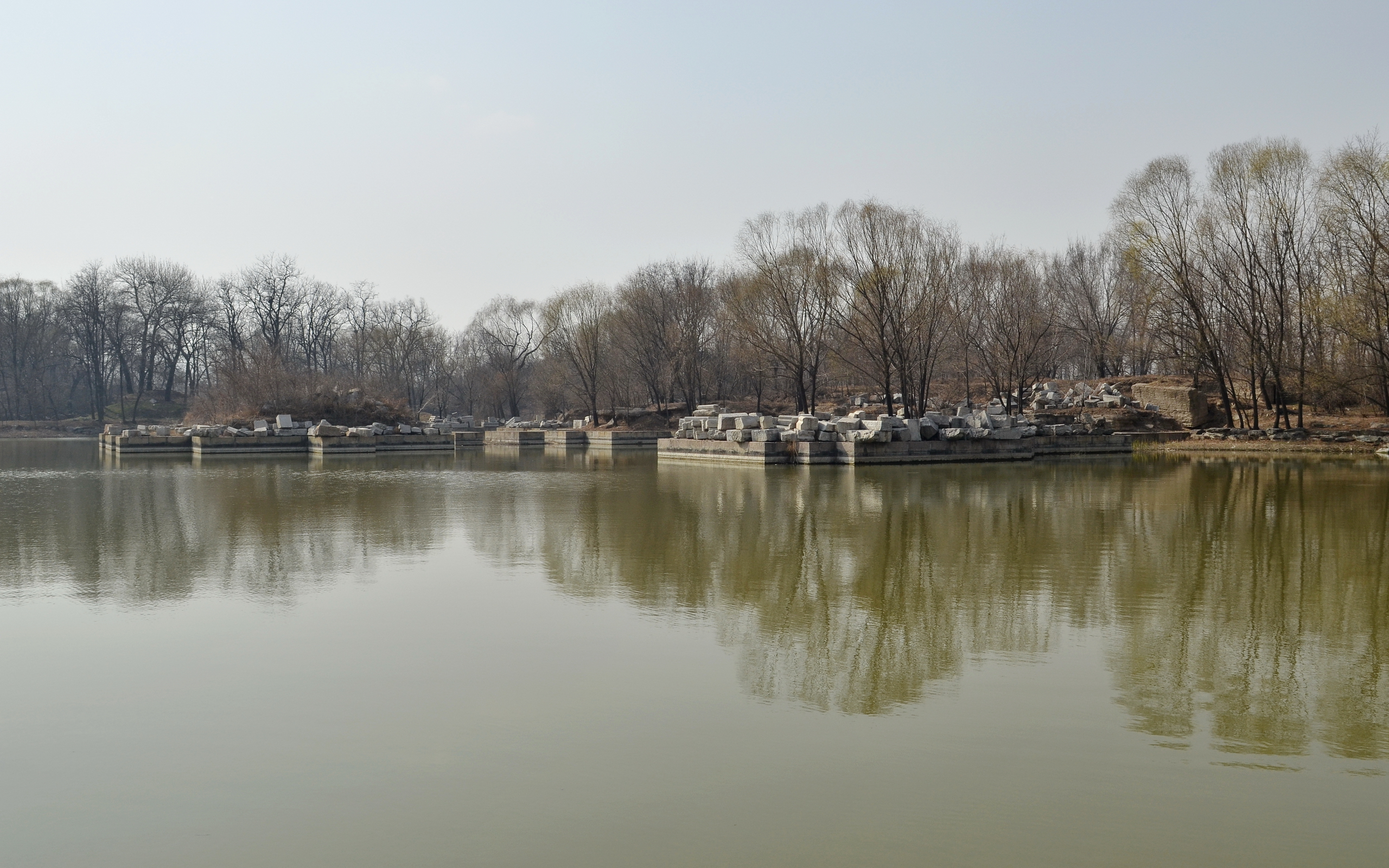
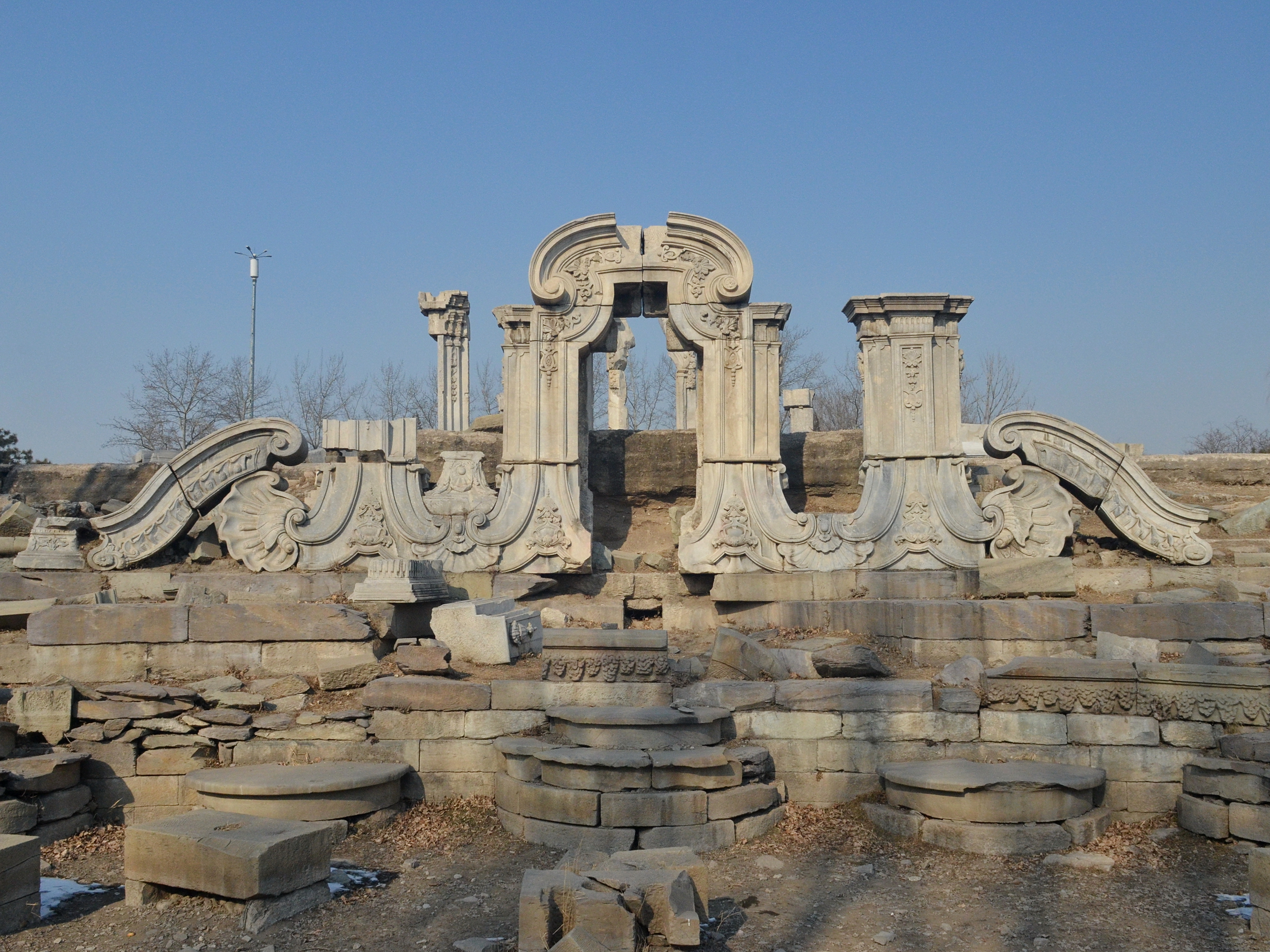
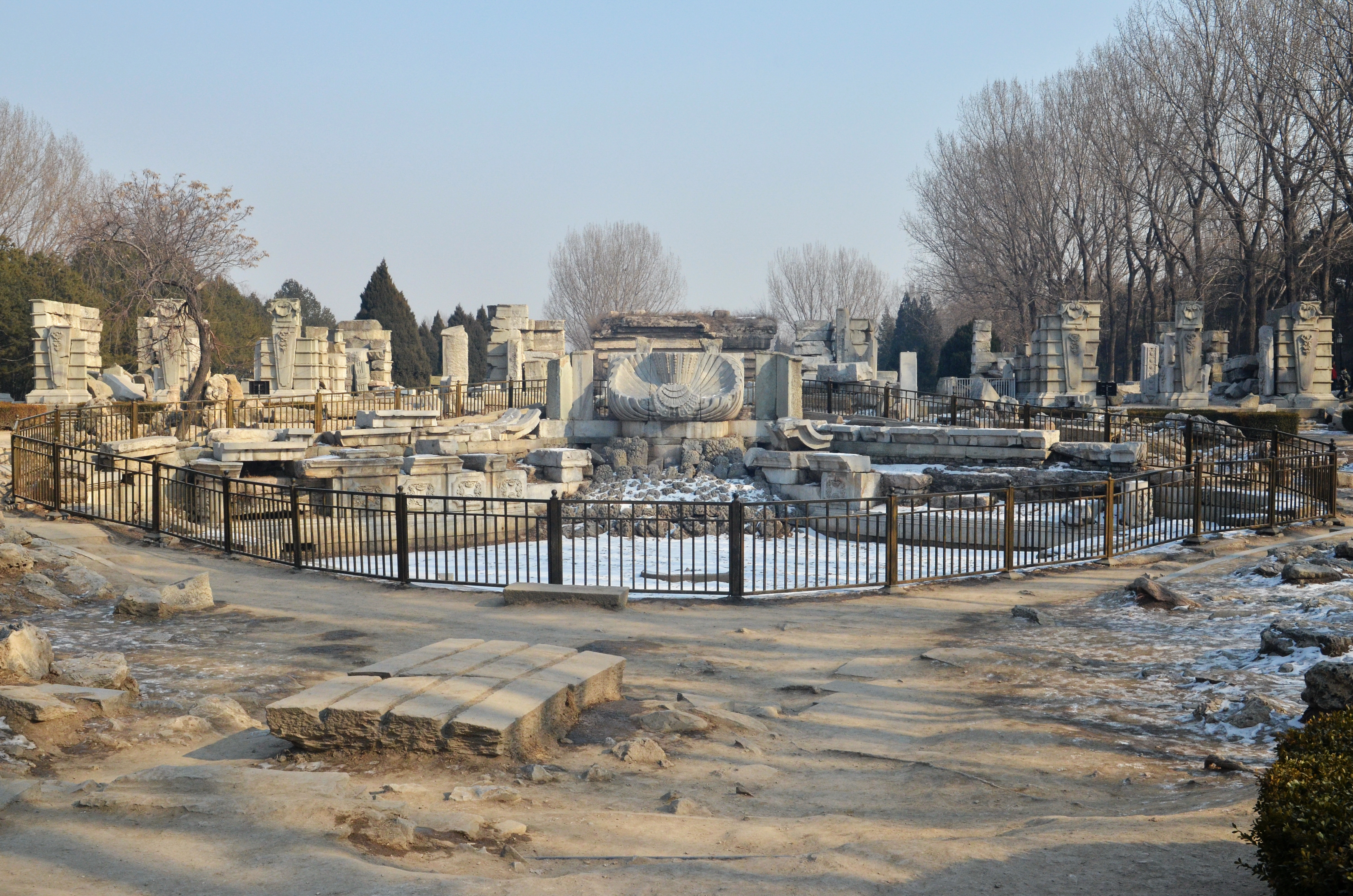
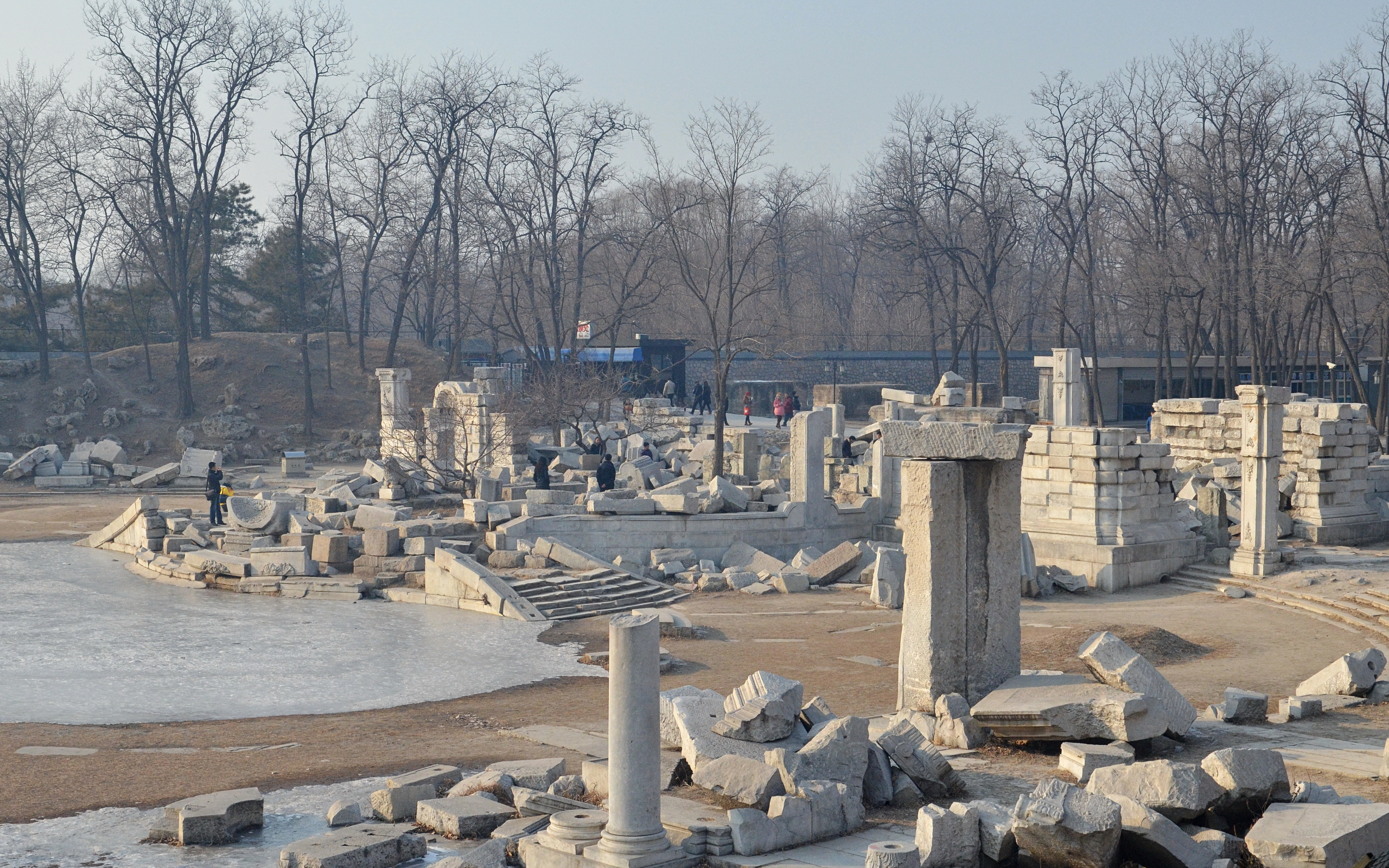
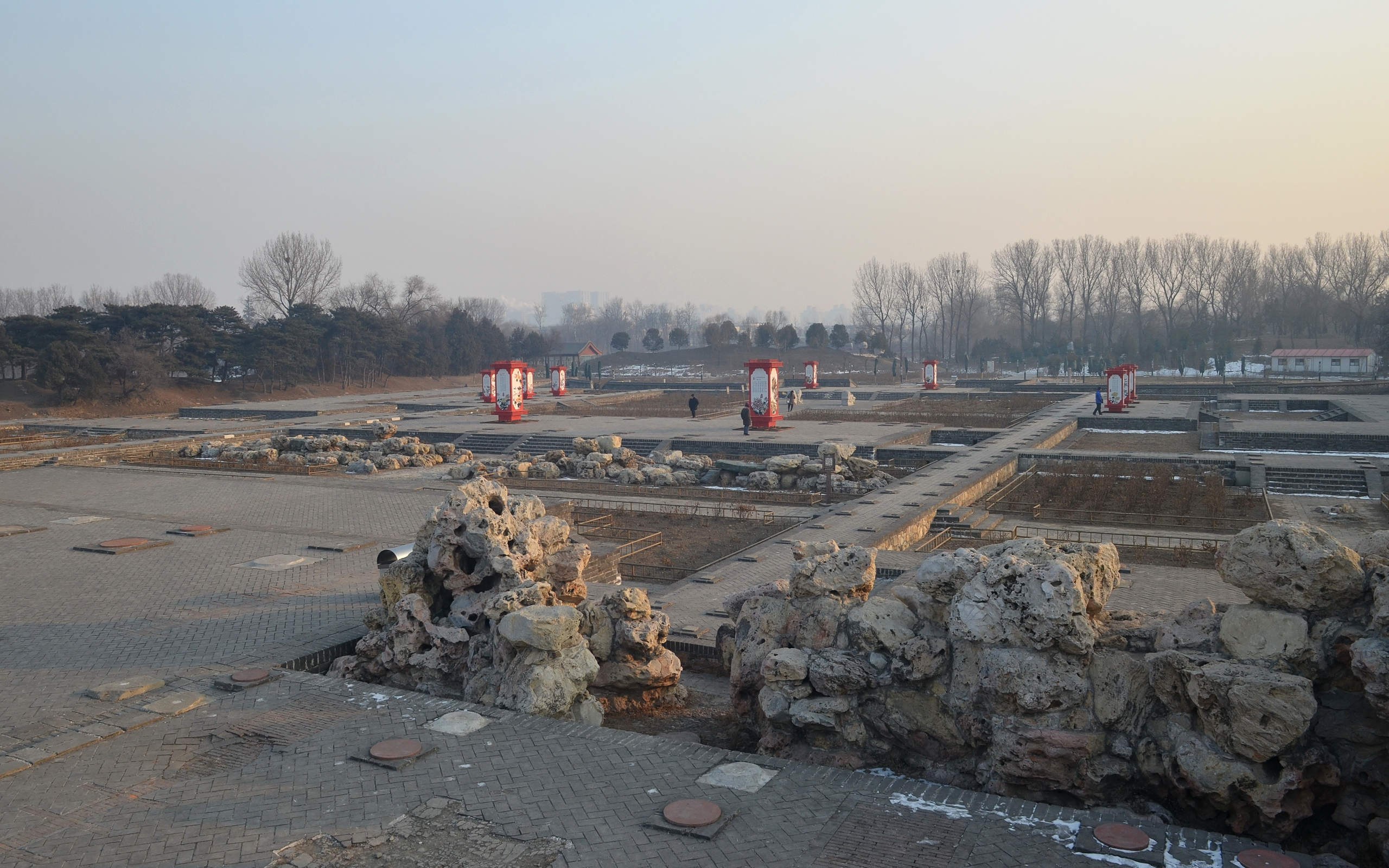
Hanjingtang
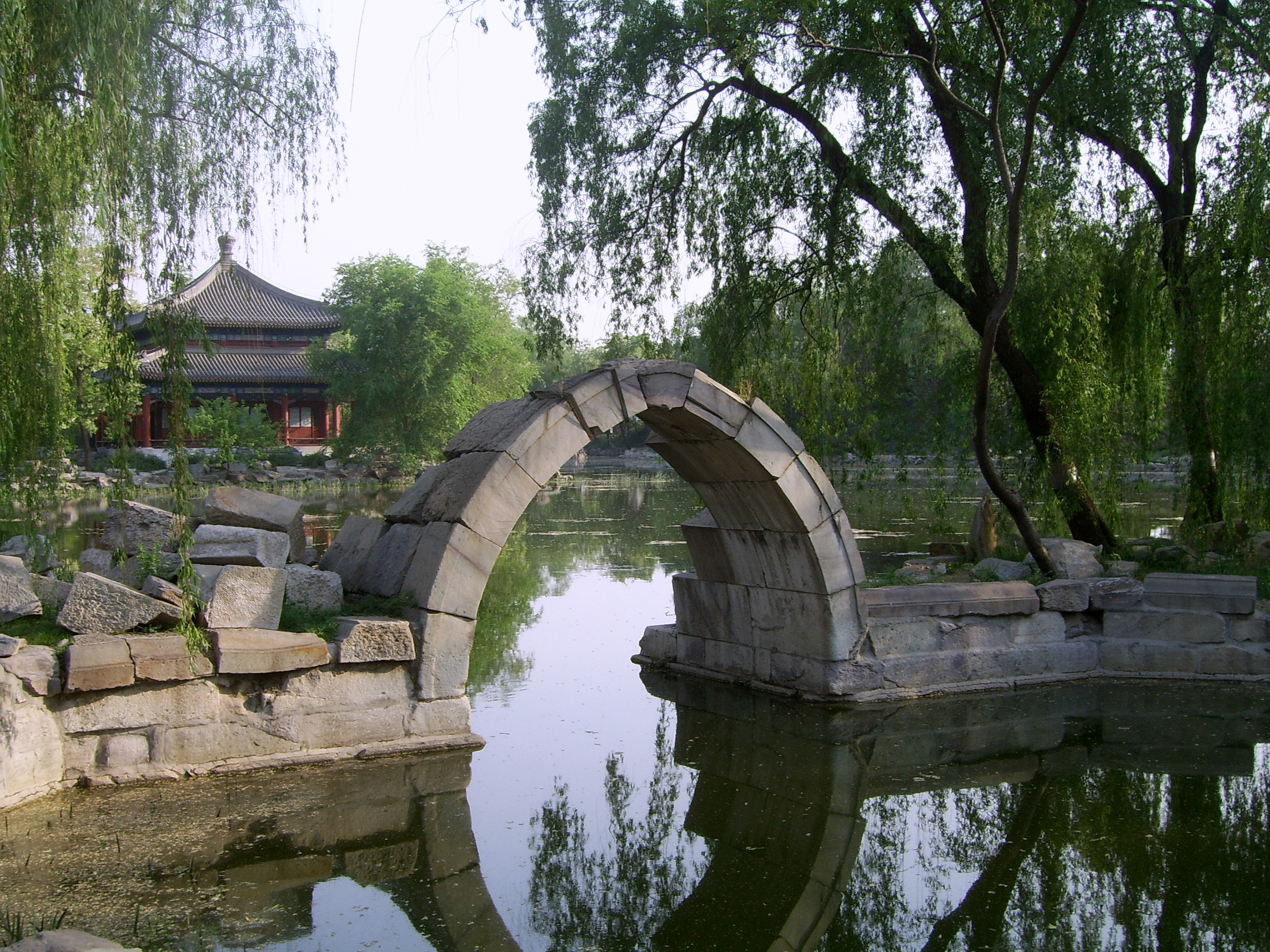